# Tien studies voor piano
Tien studies voor piano is een compositie van Hans Abrahamsen.

## Inleiding
De tien studies zijn geschreven voor solopiano. Abrahamsen leunt met zijn muziek enerzijds tegen de Romantiek, anderzijds is hij verankerd in de klassieke muziek van de 20e eeuw. De Tien studies voor piano laten dan ook een wisselende klank horen. Dat is niet alleen terug te brengen tot het bovenstaande, maar ook aan het “karakter” van de tien deeltjes. De eerste vier met Duitse titel zijn een verwijzing naar de Duitse Romantiek, de daaropvolgende drie zijn een verwijzing naar Amerikaanse muziek, daarop volgen twee deeltjes geschreven met de Franse componisten Claude Debussy en Maurice Ravel in het achterhoofd. Het laatste deeltje is gewijd aan Italië, land van licht. 
Daardoorheen loopt dan ook het wisselende tijdpad, niet alle delen zijn in een sessie geschreven. De eerste zeven delen kenden een apart bestaan, ze zijn geschreven in 1983 en 1984 op verzoek van Amalie Malling; zij speelde ze destijds tijdens een muziekfestival op Bornholm. Abrahamsen had altijd een tiendelig werk in zijn hoofd en componeerde vervolgens deel 10 in 1986. De delen acht en negen werden in elkaar gezet vlak voor dat Anne Marie Abilskov de eerste uitvoering gaf van het totale werk van 10 in Odense op 20 december 1998.
De componist bewerkte in 1984 al een aantal delen (uit de eerste zeven dus), zodat ze gespeeld konden worden onder de titel Zes stukken voor viool, hoorn en piano. Sturm deed toen niet mee. Vervolgens haalde Abrahamsen dat werk weer in 2009 uit de kast om het vervolgens om te zetten naar Traumlieder for piano trio (viool, cello, piano).

## Delen
1. Traumlied
2. Sturm
3. Arabeske
4. Ende
5. Boogie-Woogie
6. For the children
7. Blues
8. Riviere d’oubli
9. Cascades
10. Le tombe del mattino

## Discografie
- Uitgave Dacapo: Anne Marie Abildskov, een opname uit 2000